# Zootoca
Zootoca – rodzaj jaszczurek z rodziny jaszczurkowatych (Lacertidae).

## Rozmieszczenie geograficzne
Rodzaj obejmuje gatunki występujące w Eurazji (Irlandia, Wielka Brytania, Hiszpania, Andora, Francja, Belgia, Holandia, Luksemburg, Niemcy, Dania, Norwegia, Szwecja, Finlandia, Estonia, Łotwa, Litwa, Białoruś, Ukraina, Polska, Czechy, Słowacja, Austria, Liechtenstein, Szwajcaria, Włochy, Słowenia, Węgry, Chorwacja, Bośnia i Hercegowina, Czarnogóra, Albania, Macedonia Północna, Bułgaria, Serbia, Rumunia, Mołdawia, Rosja, Kazachstan, Mongolia, Chińska Republika Ludowa i Japonia).

## Systematyka
Rodzaj zdefiniował w 1830 roku niemiecki przyrodnik Johann Georg Wagler w publikacji własnego autorstwa zatytułowanej Naturalna systematyka płazów, poprzedzona klasyfikacją ssaków i ptaków. Wkład do zoologii porównawczej. Gatunkiem typowym jest (oznaczenie monotypowe) jaszczurka żyworodna (L. vivipara).

### Etymologia
- Zootoca: gr. ζωoτοκος zōotokos ‘żyworodny’[1].
- Atropis: łac. ater, atra ‘czarny’[6]; -ωπις -ōpis ‘-twarzy’, od ωψ ōps, ωπος ōpos ‘wygląd, oblicze’[7]. Gatunek typowy (oznaczenie monotypowe): Lacerta nigra Wolf, 1805 (= Lacerta vivipara Lichtenstein, 1823).
- Thalestris: w mitologii greckiej Talestris (gr. Θαληστρις Thalηstris) jest królową Amazonek z okolic Albanu[8]. Gatunek typowy (oznaczenie monotypowe): Lacerta nigra Wolf, 1805 (= Lacerta vivipara Lichtenstein, 1823).
- Tritonopsis: w mitologii greckiej Tryton (gr. Τριτων Tritōn) jest bogiem morskim[9]; οψις opsis, οψεως opseōs ‘wygląd, oblicze, twarz’[7]. Gatunek typowy (oznaczenie monotypowe): Lacerta nigra Wolf, 1805 (= Lacerta vivipara Lichtenstein, 1823).

### Podział systematyczny
Do rodzaju należą następujące gatunki:  
- Zootoca carniolica (Mayer, Böhme, Tiedemann & Bischoff, 2000)
- Zootoca vivipara (Lichtenstein, 1823) – jaszczurka żyworodna